# Sanctuary (álbum)
Sanctuary es el primer álbum en solitario del ex-componente del exitoso grupo masculino de R&B Blue, Simon Webbe.

## Sanctuary
El disco fue publicado el 14 de noviembre del 2005, vía EMI. Simon Webbe, después de la separación del grupo, consiguió un contrato discográfico en EMI, no siendo así para Lee Ryan o Antony Costa, que tuvieron que buscar nueva compañía discográfica.
El disco comenzó en su primera semana debutando en el #28 de las Listas Inglesas, y tres meses después consiguió llegar al #7 del Reino Unido. Además, en el resto de Europa fue publicado el 16 de noviembre, consiguiendo Top 20's en Francia, Alemania o Italia, país que debutó en el #20. En Asia, el disco tuvo una buena aceptación, consiguiendo el #12 en China y el #20 en Japón. En Australia el disco consiguió el #8 en el ARIA Charts.
El disco publicó 3 singles, con bastante éxito los tres, siendo "Lay Your Hands" y "No Worries" los que obtuvieron un mayor éxito, y "After All This Time", un fracaso bastante importante en toda Europa, Asia y Australia, país que llegó al #80. Debido a este descenso en ventas de los sencillos, EMI decidió no publicar más singles para promocionar el disco, y por consiguiente, las ventas cayeron.
En total, algo más de 4,300,000 de copias fueron vendidas en todo el mundo, consiguiendo un disco de platino por vender 700,000 copias en el Reino Unido.

## Ediciones del álbum

### Edición principal
| #   | Título                |      |
| --- | --------------------- | ---- |
| 1.  | "Lay Your Hands"      | 4:28 |
| 2.  | "No Worries"          | 3:29 |
| 3.  | "After All This Time" | 3:36 |
| 4.  | "A Little High"       | 3:47 |
| 5.  | "Time Of Your Life"   | 3:35 |
| 6.  | "Unjustified"         | 3:41 |
| 7.  | "Free"                | 3:10 |
| 8.  | "Ashamed"             | 3:33 |
| 9.  | "Only Love"           | 3:45 |
| 10. | "All I Want"          | 3:44 |
| 11. | "Star"                | 3:21 |
| 12. | "Sanctuary"           | 4:03 |

### Edición Especial
| #   | Título                |      |
| --- | --------------------- | ---- |
| 1.  | "Lay Your Hands"      | 4:28 |
| 2.  | "No Worries"          | 3:29 |
| 3.  | "After All This Time" | 3:36 |
| 4.  | "A Little High"       | 3:47 |
| 5.  | "Time Of Your Life"   | 3:35 |
| 6.  | "Unjustified"         | 3:41 |
| 7.  | "Free"                | 3:10 |
| 8.  | "Ashamed"             | 3:33 |
| 9.  | "Only Love"           | 3:45 |
| 10. | "All I Want"          | 3:44 |
| 11. | "Star"                | 3:21 |
| 12. | "Sanctuary"           | 4:03 |
| 13. | "Give A Man Hope"     | 3:31 |
| 14. | "I Ain't You"         | 3:15 |
| 15. | "Me, Myself & I"      | 3:48 |

## Trayectoria en las Listas
| Posición | 28 | 36 | 40 | 45 | 37 | 30 | 28 | 19 | 16 | 15 | 11 | 10 | 9 | 7 | 10 | 14 | 19 | 20 | 18 | 15 | 20 | 21 | 23 | 28 | 30 | 31 | 35 | 37 | 40 | 41 |

| Semana   | 31 | 32 | 33 | 34 | 35 | 36 | 37 | 38 | 39 | 40 | 41 | 42 | 43 | 44 | 45 | 46 | 47 | 48 | 49 | 50 | 51 | 52 | 53 | 54  | 55  | 56  | 57  | 58  | 59  | 60  |
| -------- | -- | -- | -- | -- | -- | -- | -- | -- | -- | -- | -- | -- | -- | -- | -- | -- | -- | -- | -- | -- | -- | -- | -- | --- | --- | --- | --- | --- | --- | --- |
| Posición | 45 | 49 | 50 | 55 | 59 | 67 | 74 | 75 | 73 | 77 | 84 | 80 | 81 | 85 | 84 | 87 | 88 | 90 | 91 | 93 | 94 | 96 | 99 | 100 | 107 | 125 | 139 | 178 | Out | Out |

| Posición | 36 | 28 | 14 | 15 | 20 | 25 | 30 | 32 | 40 | 48 | 50 | 52 | 59 | 60 | 67 | 77 | 84 | 99 | 108 | 100 | 99 | 91 | 101 | 115 | 119 | 128 | 139 | 188 | Out | Out |

| Posición | 39 | 20 | 25 | 30 | 37 | 40 | 41 | 45 | 47 | 56 | 68 | 84 | 99 | 100 | 124 | 167 | 199 | 214 | Out | Out |

| Posición | 20 | 17 | 19 | 24 | 27 | 30 | 38 | 41 | 49 | 55 | 57 | 61 | 63 | 75 | 88 | 90 | 104 | 136 | 148 | 195 | Out |

| Posición | 8 | 10 | 17 | 21 | 27 | 30 | 38 | 40 | 49 | 54 | 69 | 70 | 79 | Re-79 | 84 | 99 | 104 | 107 | 114 | 127 | 133 | 155 | 186 | 200 | 226 | Out | Out |

| Posición | 12 | 14 | 19 | 20 | 21 | 27 | 30 | 38 | 40 | 44 | 49 | 50 | 54 | 66 | 69 | 78 | 84 | 90 | 99 | 103 | 100 | 99 | 89 | 109 | 123 | 144 | 155 | 199 | Out | Out |

| Posición | 21 | 20 | 25 | 24 | 30 | 36 | 40 | 54 | 66 | 75 | 78 | 100 | 104 | 100 | 99 | 88 | 70 | 40 | 51 | 59 | 71 | 84 | 95 | 108 | 124 | 133 | 159 | 210 | Out | Out |

| Posición | 10 | 11 | 12 | 15 | 18 | 19 | 20 | 21 | 23 | 27 | 29 | 30 | 31 | 35 | 39 | 40 | 41 | 48 | 50 | 59 | 60 | 67 | 78 | 99 | 98 | 100 | 101 | 108 | 115 | 120 | 138 | 140 | 188 | 200 | 211 | Out | Out |

- Datos: Q1165531